# イ・スンヒ
 イ・スンヒ（Sung Hi Lee, 1970年4月1日 - )は、アメリカ合衆国の俳優・モデル。主にPLAYBOYといったソフトコアなヌード写真雑誌で活動しているが、広告媒体でも活動している。

## 人物
韓国・ソウルの恩平区に生まれ、1978年アメリカ合衆国へ移住。3年間オハイオ州立大学に通っていた。

## 出演作品

### 映画
- 水の上の一夜 A Night On the Water (1998)
- Error in Judgment (1998)
- ラストデイズ　 Chain of Command (2000)
- ベティ・サイズモア　Nurse Betty (2000)
- シークレットサービス　This Girl's Life (2003)
- en:Christmas Vacation 2: Cousin Eddie's Island Adventure (2003)
- ガール・ネクスト・ドア The Girl Next Door (2004,ポルノ女優として)
- アート・オブ・ウォー3　The Art of War 3: Retribution(2008年)
- en:Tripping Forward(2009、スン・イ名義でクリスタル役で出演)[1][2]

### テレビ番組
- クイーン・オブ・ソード　Queen of Swords　 (2001年、"The Dragon"にゲスト出演)
- ゴッサム・シティ・エンジェル Birds of Prey(2002年,レディ・シヴァ役で出演)
- Days of our Lives(2002年,ウェイトレスのソフィー役)
- LOST　Lost（2007年、『希望』(原題： "en:Tricia Tanaka Is Dead"にトリシア・タナカ役で出演）
- en:Back to You(2007年)